# Drugstoerisme
Drugtoerisme is een verschijnsel dat zich vaak voordoet als op de ene plek het gebruik of de verkoop van drugs wordt toegestaan of gedoogd en in de andere niet. Men reist dan naar de eerste plek om daar drugs te gebruiken of om een voorraad in te slaan. Aangezien de manier waarop men met drugs omgaat per land of streek sterk kan verschillen, doet zich in de Europese Unie veel drugstoerisme voor. Men spreekt in dit verband vaak van de 'aanzuigende werking'.

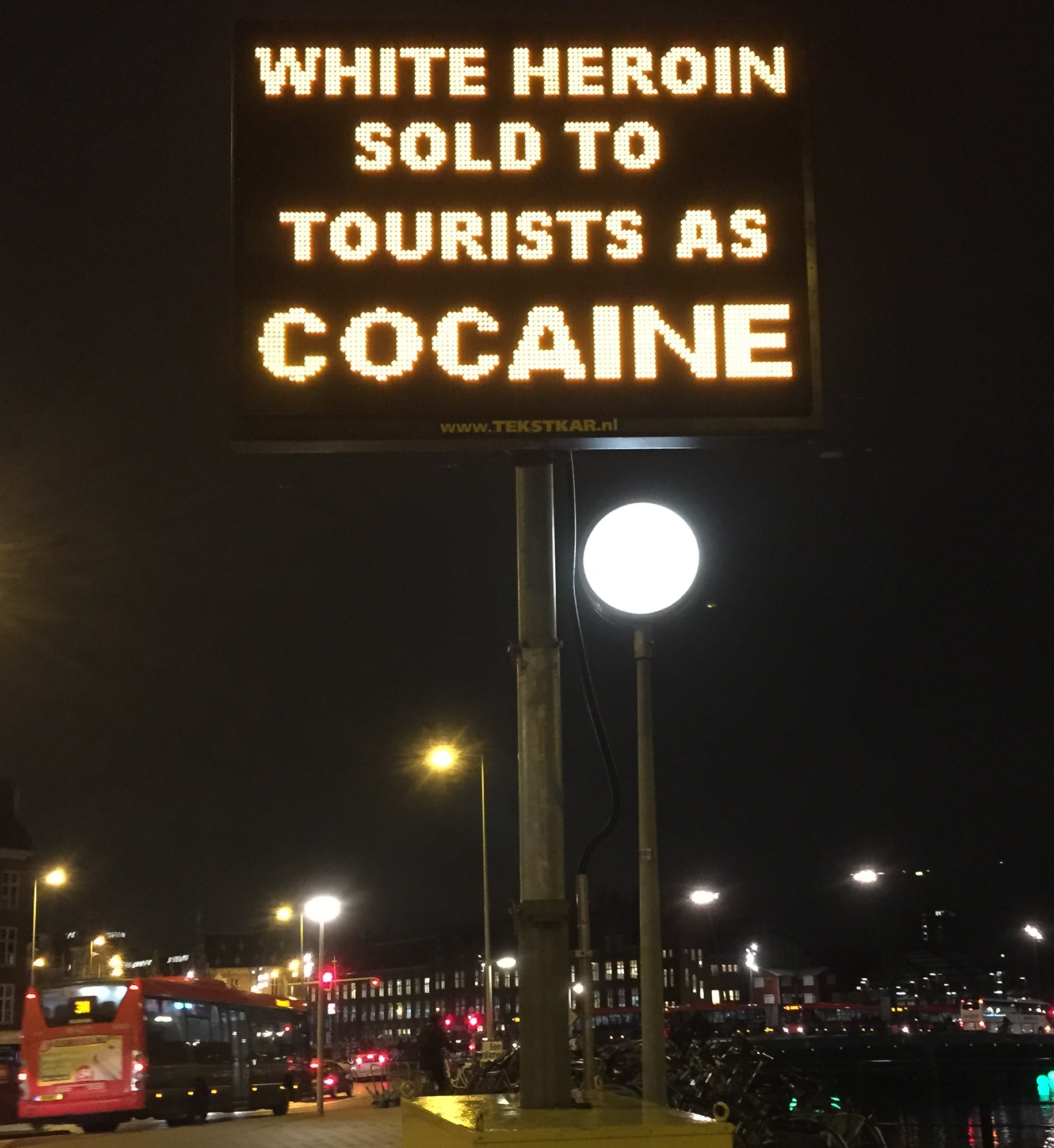
Waarschuwingsbord in Amsterdam nadat drie toeristen overleden nadat ze heroïne hadden genomen dat was verkocht als cocaïne

Een bekend voorbeeld is Perron Nul in Rotterdam, waar zich omstreeks 1994 zo'n duizend harddrugsgebruikers uit heel Nederland en omliggende landen hadden verzameld. Verder hebben vooral de grensstreken veel last van drugstoerisme naar de coffeeshops, onder meer de steden Venlo en Maastricht in Limburg, en Terneuzen in Zeeuws-Vlaanderen. Ook in België kent men het verschijnsel drugstoerisme. In Amsterdam is ook sprake van drugstoerisme, maar dit wordt meestal niet als een probleem gezien. Wel leidde een reeks incidenten tijdens het gebruik van psilocybine door toeristen in Amsterdam tot een discussie over een verbod op de verkoop.
Een verschijnsel dat met het drugstoerisme samenhangt, is het bestaan van drugsrunners. Dat zijn mensen die buitenlanders op een vaak agressieve manier benaderen om via hen soft- of harddrugs te kopen op de zwarte markt, in plaats van softdrugs in een coffeeshop. Het is overigens voor buitenlanders toegestaan om softdrugs in een Nederlandse coffeeshop te kopen, maar het is niet toegestaan om dit over de grens te transporteren.
De Raad van de Europese Unie benoemde het probleem in een resolutie op 29 november 1996 (96/C 375/02).